# Palatul Wilanów
Palatul Wilanów (în poloneză: Pałac w Wilanowie, pronunțat [ˈpawat͡s vvilaˈnɔvjɛ]) este un palat regal situat în cartierul Wilanów din Varșovia, Polonia. Acesta a supraviețuit perioadei de împărțire a Poloniei și ambelor războaie mondiale, devenind unul dintre cele mai importante monumente ale culturii poloneze.
Palatul și parcul din Wilanów reprezintă nu numai o mărturie neprețuită despre trecutul Poloniei, dar și un loc destinat evenimentelor și concertelor culturale, precum Concertele regale de vară din Grădina trandafirilor și Academia Internațională de Muzică Veche. Din 2006 palatul a devenit membru al Asociației Reședințelor Regale din Europa.

## Istoric
Palatul Wilanów a fost construit în ultimul sfert al secolului al XVII-lea pentru regele polonez Ioan al III-lea Sobieski, urmând ca ulterior să fie extins de către ceilalți proprietari. El reprezintă tipul caracteristic de reședință suburbană în stil baroc construită entre cour et jardin (între curte și grădină). Arhitectura sa este originală - o fuziune între arta europeană și vechile tradiții arhitecturale din Polonia. Simbolurile antice din interioarele palatului slăvesc familia Sobieski, în special triumfurile militare ale regelui.

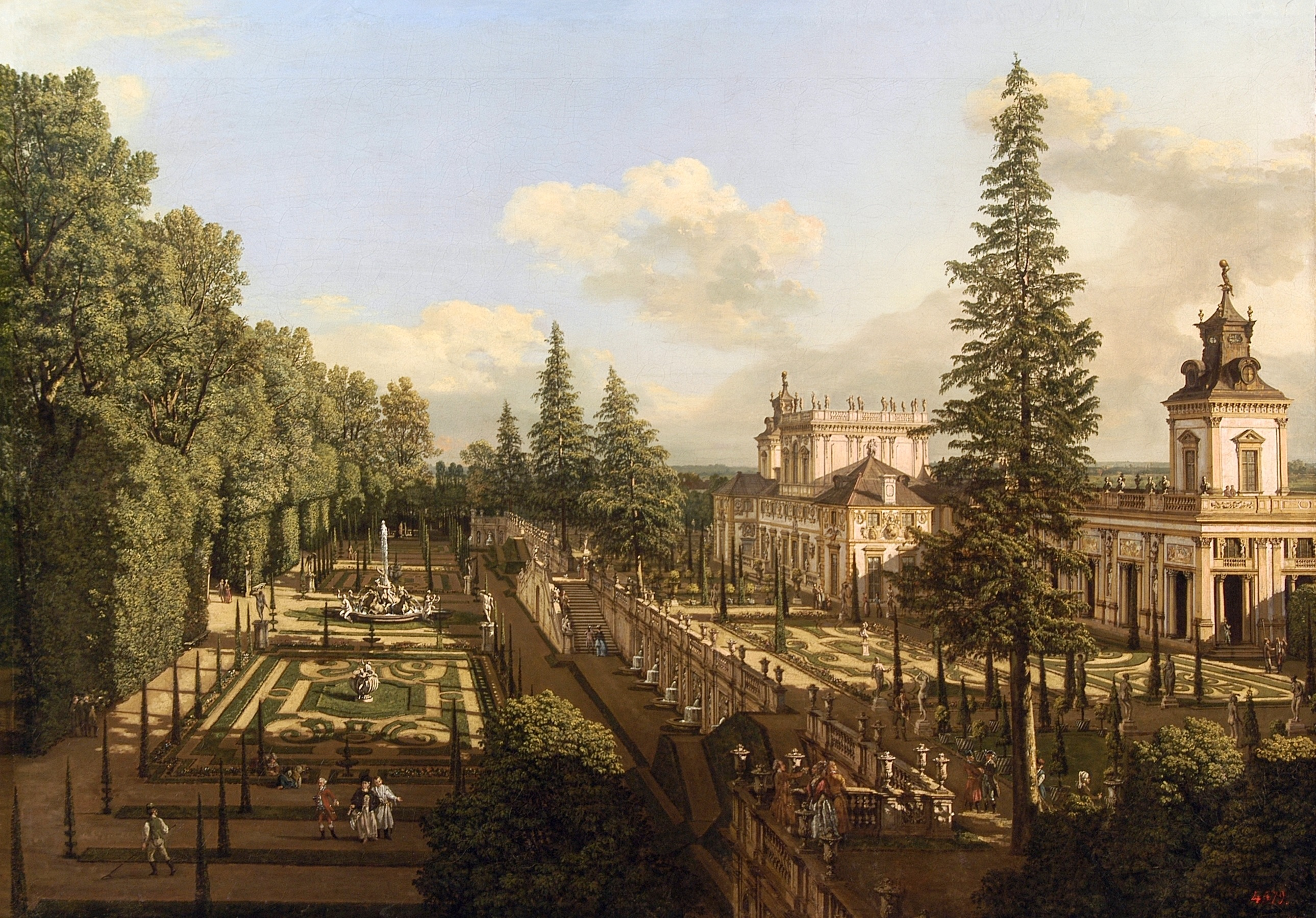
Palatul Wilanów văzut din nord-est de Bernardo Bellotto (1777).

După moartea lui Ioan al III-lea Sobieski în 1696, palatul a fost deținut de fiii acestuia, iar ulterior de celebrele familii Sieniawskis, Czartoryski, Lubomirski, Potocki și Branicki. În 1720 proprietatea a fost achiziționată de politicianul polonez Elżbieta Sieniawska, care a extins palatul. Între 1730 și 1733 acesta a fost reședința lui August al II-lea cel Puternic, tot un rege al Poloniei (a fost schimbat pentru Palatul Albastru de pe Strada Senatorska), iar după moartea lui a ajuns în posesia fiicei lui Sieniawska, Maria Zofia Czartoryska. Fiecare proprietar a schimbat interioarele și grădinile palatului în conformitate cu moda și nevoile actuale. În 1778 domeniul a fost moștenit de Izabela Lubomirska, numită și Marchiza Albastră. Ea a renovat o parte din interioarele în stil neoclasic între 1792-1793 și a construit un corp de gardă, o clădire pentru bucătărie și o clădire pentru băi sub supravegherea lui Szymon Bogumił Zug.
În 1805 proprietarul Stanisław Kostka Potocki a amenajat un muzeu într-o parte a palatului, unul dintre primele muzee publice din Polonia. Cea mai notabilă piesă de artă a colecției este portretul ecvestru al lui Potocki, opera pictorului francez de renume mondial Jacques-Louis David din 1781. Pe lângă arta europeană și orientală, partea centrală a palatului afișază o comemorare a regelui Ioan al III-lea Sobieski și a trecutul glorios al Poloniei. Palatul a fost deteriorat de forțele germane în Al Doilea Război Mondial, dar nu a fost demolat după Revolta din Varșovia din 1944. După război palatul a fost renovat, iar cea mai mare parte a colecției furată de Germania a fost repatriată. În 1962 muzeul fost redeschis pentru public.

## Design

### Exterior
Structura exterioară a fost proiectată de Augustyn Wincenty Locci. Arhitectura palatului este un exemplu unic care îmbină diferite tradiții arhitecturale ce amintesc de vilele aristocratice poloneze cu turnuri laterale, vilele suburbane italiane și palatele franceze entre cour et jardin (între curte și grădină) cu două aripi alungite pe fiecare parte a cour d'honneur (curții de onoare).
În timpul primei etape de construcție, între 1677 și 1680 a fost un conac polonez tipic cu patru turnuri alcove atașate clădirii pătrate cu un etaj. 

### Interior

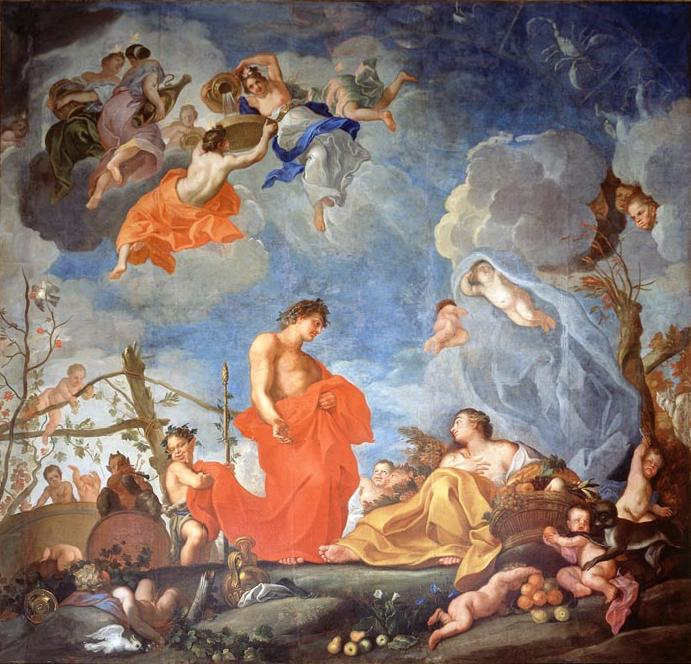
Plafonul cu Alegoria toamnei de Jerzy Siemiginowski.

Cei mai importanți artiști polonezi și străini au participat la decorarea interioarelor palatului. Această sarcină a fost încredințată pictorilor Martino Altomonte, Jan Rayzner de Lviv, Michelangelo Palloni, sculptorului Stefan Szwaner și decoratorilor Szymon Józef Bellotti, Antoni de Wilanów și Avraam Paris. Aceștia au fost supravegheați de pictorul oficial al curții, Claude Callot, și mai târziu de Jerzy Siemiginowski-Eleuter. Acesta din urmă, unul dintre cei mai mari pictori polonezi din acea vreme, a avut o influență semnificativă asupra aspectelor interne ale palatului (plafoanele din sălile festive, frescele). Lucrările au fost supravegheate și de către Adam Kochanski, un mare admirator al Chinei care a susținut relațiile economice dintre Uniune și „națiunea centrală”. Datorită influenței lui, Wilanów și alte reședințe poloneze erau pline de obiecte de lux importate din China.

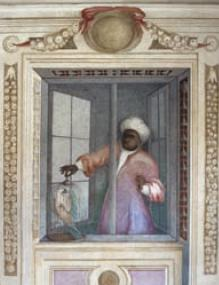
Slujitor african care ține un papagal (detaliul unei fresce de Giuseppe Rossi).

Colecția palatului din secolul al XVII-lea a inclus lucrările celor mai mari maeștri contemporani și vechi, precum Rembrandt (Rabin portughez, Fată evreică într-o beretă, Adorația Magilor, Avraam și Agar, Portretul unui om bătrân în așa-numita Cameră olandeză a palatului), Pieter van Laer, numit Bamboccio (Călătorii), Anthony van Dyck (Hristos în Grădina Ghetsimani), Ferdinand van Kessel (scene batalistice, picturi alegorice și natură statică), Rafael, frații Caracci, Guido Reni și Bernardo Strozzi. Camerele au fost umplute cu diverse piese de mobilier prețios precum paravanul de argint, piramida de argint cu 11 coșuri, o fântână de argint cu trei etaje sau un baldachin de mătase prezentat de Șahul Persiei. Din păcate ele au fost împrăștiate de următorii proprietari, însușite de Friedrich August de Saxonia și transportate la Dresden sau confiscate de germani în timpul celui de-Al Doilea Război Mondial (de exemplu, dulapul din carapace de broască țestoasă al lui Ioan al III-lea nu a fost recuperat).
Printre artiștii desemnați să decoreze interioarelor palatului din secolul al XVIII-lea s-au numărat Giuseppe Rossi, un pictor de fresce italian care a împodobit camerele cu picturi trompe-l'œil, Francesco Fumo și Pietro Innocente Comparetti. Urmând exemplul reginei Maria Casimire, care a comandat un tablou cu ea în postura de zeiță pentru plafoanele palatului, Elżbieta Sieniawska a împodobit Vestibul de Jos cu o frescă cu Flora. La inițiativa ei pereții camerelor regale au fost acoperiți cu catifea din Genova. De asemenea pereții de la etajul al doilea, unde se afla Marea Sală de Mese, au fost acoperiți cu fresce ilustrându-i pe Apollo, Minerva și Hercule într-o alegorie de Virtus Heroica (Vitejie Eroică), Hebe simbolizând Venustas (Frumusețea) completată cu panoplii. Fiica lui Sieniawska, Maria Zofia Czartoryska, a mobilat palatul cu șeminee noi din marmură albă și roșie și oglinzi cu rame bogate în stil rococo.
În contractul cu regele Augustus al II-lea, Maria Zofia l-a obligat să păstreze palatul neschimbat. Prin urmare, acțiunile sale au fost limitate la finisarea unei noi săli de mese numită Sala Albă în aripa de sud și la decorarea unor interioare neterminate. Plafoanele și celelalte picturi au fost executate de Julien Poison, Johann Samuel Mock și Lorenzo Rossi, în timp ce lacul decorativ din Camera chineză a fost realizat de Martin Schnell.

### Grădina

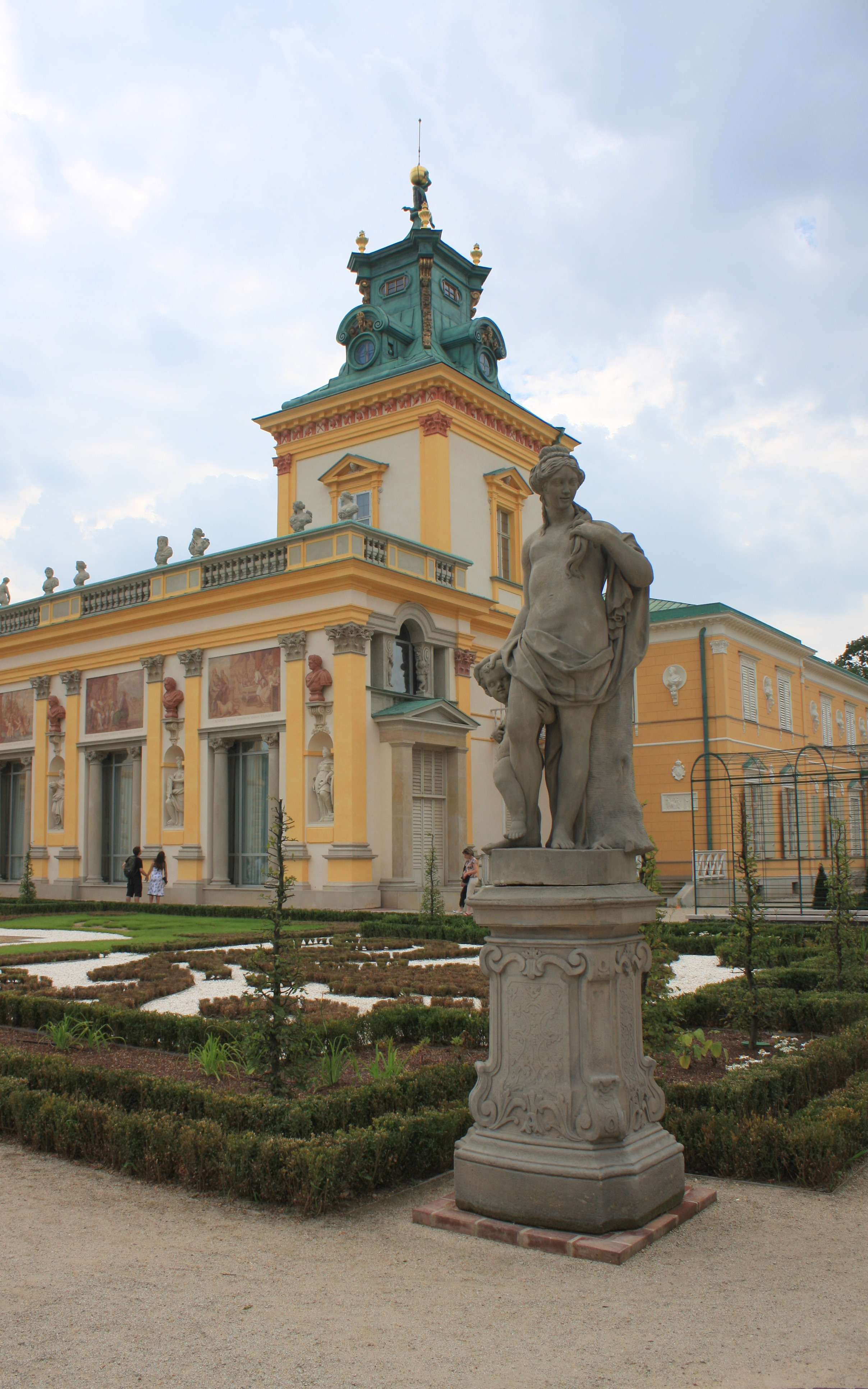
Grădina superioară

Partea integrală a palatului a fost la început o grădină. Ea a avut inițial caracterul unei grădini italiene în stil baroc, cu o formă semicirculară care înconjoară palatul în partea de est. Această grădină geometrică s-a potrivit în mare măsură cu modelele vechi și dispunerea palatului. Ea a fost formată dintr-o grădină superioară situată pe o terasă cu două foișoare în formă de felinare aflate în fiecare colț și o grădina inferioară. În a treia etapă de reconstrucție a palatului, parterele grădinii geometrice au fost înlocuite cu partere brodate à la française, inspirate de tratatele lui André Le Nôtre. La acel moment grădina a fost împodobită cu sculpturi de plumb aurite realizate de Gaspar Richter din Gdańsk și vase sculptate în marmură roșie din Chęciny. La începutul secolului al XVIII-lea grădină a fost extinsă, ornamentele parterelor în stil baroc fiind înlocuite cu motive régence completate cu stema lui Sieniawska în partea de nord și monograma ei în partea de sud. În 1784 Izabela Lubomirska a transformat teritoriile învecinate ale fermei Wilanów într-o jardin anglo-chinois, conform cu designul lui Szymon Bogumił Zug. Noua grădină cu vegetație bogată, drumuri sinuoase și cascade a fost inspirată din lucrările lui William Chambers, Thomas Whately și August Moszyński.

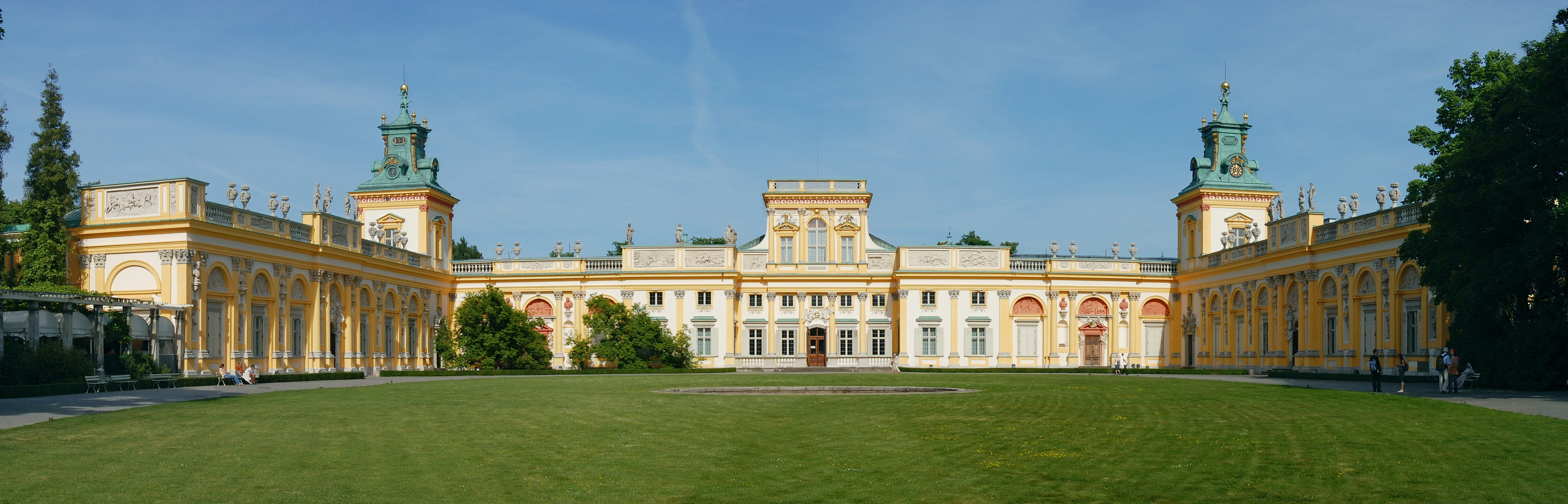
Panoramă